# Districtul Phlapphla Chai
Phlapphla Chai (în thailandeză พลับพลาชัย) este un district (Amphoe) din provincia Buriram, Thailanda, cu o populație de 42.773 de locuitori și o suprafață de 320,1 km².

## Componență
Districtul este subdivizat în 5 subdistricte (tambon), care sunt subdivizate în 67 de sate (muban).
| Nr. | Nume        | În thailandeză | Sate | Locuitori |  |
| --- | ----------- | -------------- | ---- | --------- |  |
| 1.  | Chan Dum    | จันดุม           | 18   | 10,421    |  |
| 2.  | Khok Khamin | โคกขมิ้น         | 15   | 9,266     |  |
| 3.  | Pa Chan     | ป่าชัน           | 10   | 5,852     |  |
| 4.  | Sadao       | สะเดา          | 13   | 9,158     |  |
| 5.  | Samrong     | สำโรง          | 11   | 8,076     |  |